# Ramiro Bruschi
Ramiro Bruschi ( Tacuarembó, Uruguay  5 de septiembre de 1981) es un exfutbolista Uruguayo , nacionalizado Hondureño. La mejor etapa de su carrera la vivió en el Club Deportivo Olimpia de la Liga Nacional de Honduras, donde es considerado uno de los máximos ídolos de dicha institución.

## Clubes
| Club                   | País      | Año         |
| ---------------------- | --------- | ----------- |
| Tacuarembó             | Uruguay   | 2001 - 2004 |
| Paysandú               | Uruguay   | 2004 - 2005 |
| Tacuarembó             | Uruguay   | 2006 - 2007 |
| Peñarol                | Uruguay   | 2007 - 2008 |
| Club Deportivo Olimpia | Honduras  | 2008 - 2014 |
| Tacuarembó             | Uruguay   | 2014        |
| Real España            | Honduras  | 2015        |
| Deportivo Heredia      | Guatemala | 2015 - 2016 |
| Olancho FC             | Honduras  | 2017        |
| Deportivo Heredia      | Guatemala | 2017-2018   |
| Tela FC                | Honduras  | 2018-2021   |

## Palmarés

### Campeonatos nacionales
| Título          | Club    | País     | Año  |
| --------------- | ------- | -------- | ---- |
| Torneo Clausura | Olimpia | Honduras | 2008 |
| Torneo Clausura | Olimpia | Honduras | 2009 |
| Torneo Clausura | Olimpia | Honduras | 2010 |
| Torneo Apertura | Olimpia | Honduras | 2011 |
| Torneo Clausura | Olimpia | Honduras | 2012 |
| Torneo Clausura | Olimpia | Honduras | 2013 |
| Torneo Clausura | Olimpia | Honduras | 2014 |